# 크텐오스폰딜루스

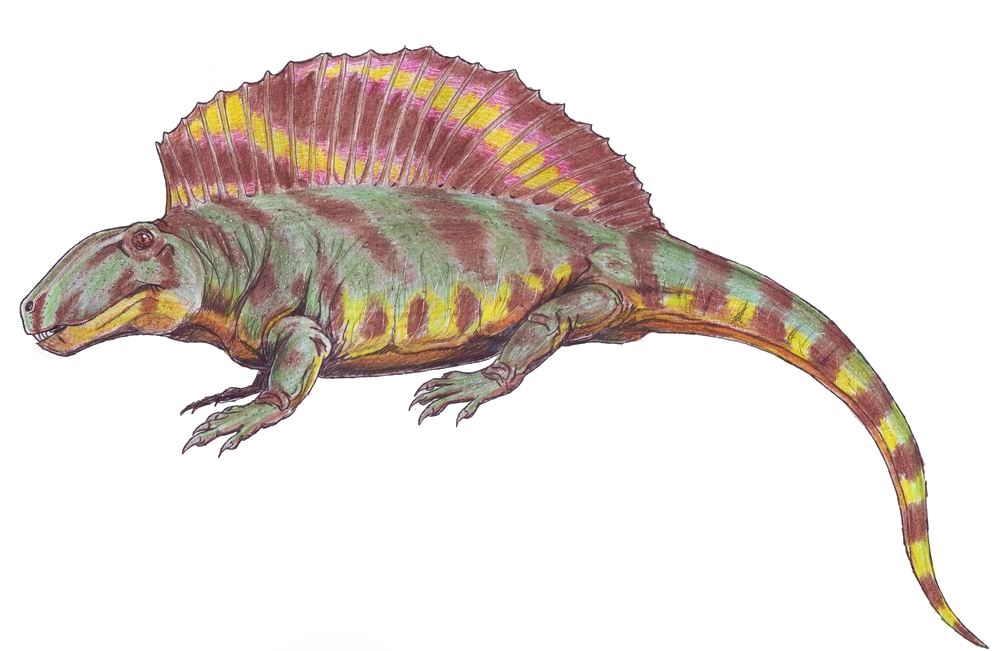

크텐오스폰딜루스(학명:Ctenospondylus casei)는 반룡목 스페나코돈과에 속하는 도마뱀이다. 지금은 멸종된 종으로서 전체적인 몸길이가 2~3m인 거대한 도마뱀에 속한다.

## 특징
크텐오스폰딜루스(콤추)는 스피나코돈티드의 멸종된 속이다. 종들의 길이는 약 3미터였다. 이 속은 '시모우란' 육지 척추동물 생물연대에서만 알려져 있으며 이는 아르틴스키기 상부와 초기 페름기의 가장 낮은 쿵구리아기에 해당한다. 그것의 화석은 미국 오하이오주와 텍사스주에서 발견되었다. 그것은 육식동물이었고 그 크기에 가까운 동물들을 주로 잡아먹었다. 크텐오스폰딜루스는 긴 꼬리와 짧은 등뼈, 그리고 날카로운 이빨을 가진 거대한 턱과 함께 매우 깊지만 좁은 두개골을 가지고 있었다. 큰 크기 때문에 그것은 아마도 환경에서 최상위 포식자였을 것이고 디메트로돈과 같은 다른 포식자들과 먹이를 놓고 경쟁했을 것이다. 같은 스피나코돈티드인 디메트로돈과 가까운 친척이었다. 1936년에 알프레드 셔우드 로머는 모식종을 크텐오스폰딜루스 카세이라고 명명했다. 그리스어인 ,κ", kteis, "comb"와 φόςςςςςςς, sphondylos, "vertebra"의 총칭은 뒷범선의 형태를 가리켰다. 구체적인 이름은 1910년에 모식 표본을 처음 보고한 에르민 카울스 케이스를 기렸다. 이 화석은 벨 플레인스 층의 슬라이디 크릭 지역에 있는 아처 카운티에서 발견되었는데 아틴스키안 시대의 것이다. 완모형은 AMNH 4047로 1881년에 윌리엄 플레처 커민스가 에드워드 드링커 코프를 위해 수집한 것이다. 그것은 목 척추 1개, 등 척추 2개, 부러진 척추 2개, 갈비뼈 파편 등으로 구성되어 있다. 1964년에 유타와 애리조나에서 나온 훨씬 더 완전한 자료들이 피터 P에 의해 그 종으로 언급되었다. 본.여기에는 샘플 NTM VP 1001: 두개골이 있는 부분 골격, NTM VP 10014: 다수의 등뼈, NTM VP 10015: 추가 등뼈, NTM VP 10016: 두개골 2개, NTM VP 10017: 3개의 등뼈가 포함되었다. 이러한 표본들은 나바호 부족 박물관의 소장품 중에 일부이다. 1978년에 데이비드 버만은 두 번째 종을 명명했다. 크텐오스폰딜루스 나인베헨시스라는 구체적인 이름은 오하이오 먼로 카운티의 클라크 힐에서 발견된 삭마리안에서 유래한 그린 층의 니니베 석회암 구성원을 가리킨다. 완모형은 1955년 6월 도널드 베어드가 발견한 MCZ 3386 표본이다. 그것은 단편적인 두개골을 가진 부분 골격, 축에서 나온 척추, 4개의 등뼈, 4개의 꼬리뼈, 목 갈비뼈, 등뼈, 견갑골, 2개의 상완골, 그리고 오른쪽 골반으로 구성되어 있다.오른쪽 상악골인 샘플 MCZ 4458이 그 종으로 언급되었다. 베르만은 크텐오스폰딜루스 나인베헨시스가 크텐오스폰딜루스 카세이보다 더 기초적인 것으로 생각했고 척추 길이가 비슷하기 때문에 두 번째 종을 크텐오스폰딜루스 카세이로 지칭했을 뿐이다. 이후 MCZ 8635-42가 두개골로 언급되었다. MCZ 8665는 주갈골, MCZ 3102는 두개골이 있는 골격이다. 크텐오스폰딜루스의 가시는 스페나코돈의 가시에 비해 길지만 디메트로돈의 가시에 비해서는 짧다. 그들은 또한 후자의 아령 모양의 윗부분 프로필이 없고 더 가로로 평평하다. 크텐오스폰딜루스의 두개골은 발견된 제한된 물질로 판단할 수 있는 한 다른 스피나코돈티드의 두개골과 매우 유사하다.

## 생존시기와 서식지와 화석의 발견
크텐오스폰딜루스가 생존했었던 시기는 고생대의 페름기로서 지금으로부터 2억 9000만년전~2억 4500만년전에 생존했었던 종이다. 생존했었던 시기에는 북아메리카를 중심으로 하여 당시에 존재했었던 초원, 산림에서 주로 서식했었던 도마뱀이자 단궁류이고 반룡류이다. 화석의 발견은 1936년에 각각 미국 오하이오주와 텍사스주의 페름기에 형성된 지층에서 미국의 고생물학자인 알프레드 셔우스 로머에 의하여 처음으로 화석이 발견되어 새롭게 명명된 종이다.